# Vitis vinifera
Vitis vinifera, também conhecida por parreira, é a espécie de videira (Vitis sp.) mais cultivada para a produção do vinho na Europa.[carece de fontes?] Um terreno plantado de videiras é uma vinha ou vinhedo. Esta trepadeira da família das vitáceas, cujo fruto é a uva, foi cultivada por várias civilizações europeias desde há milhares de anos, o que originou dezenas de variedades, as denominadas castas, por meio de seleção artificial. Originária da região do Mediterrâneo até ao sul da Alemanha, a Vitis vinifera é cultivada em todas as regiões de clima temperado fazendo da produção de vinho uma das atividades mais antigas da civilização, desde o período neolítico.[carece de fontes?]